# Mikato
Ten artykuł dotyczy przyszłego wydarzenia. Informacje w nim zawarte mogą się zmienić wraz z pojawieniem się nowych faktów, a początkowe doniesienia mogą być niepewne. Ostatnie aktualizacje tego artykułu mogą nie odzwierciedlać najbardziej aktualnych informacji.
Mikato – trójsegmentowy budynek mieszkalny w Katowicach, znajdujący się przy ulicy ks. P. Skargi, będący w budowie od listopada 2024 roku. Zaprojektowany został przez Przemo Łukasika i Łukasza Zagałę w bytomskiej pracowni Medusa Group, a jego inwestorem jest spółka Archicom. 

## Lokalizacja
Mikato położony jest przy ulicy ks. P. Skargi, w narożniku z ulicą Sokolską, w Katowicach, na terenie dzielnicy Śródmieście, w sąsiedztwie skweru Przyjaciół z Miszkolca, około 5 minut od katowickiego Rynku.
W sąsiedztwie Mikato, przy ulicy ks. P. Skargi znajduje się kilkustanowiskowy przystanek autobusowy Katowice Piotra Skargi, a na skwerze Przyjaciół z Miszkolca stacja Metroroweru nr 27658.

## Historia
Mikato powstaje w miejscu, gdzie przedtem znajdował się dworzec autobusowy. Został on zamknięty 31 grudnia 2020 roku po wypowiedzeniu firmie DAK umowy dzierżawy przez właściciela terenu, spółkę Echo Investment. W tym czasie działał już nowy dworzec autobusowy położony przy ulicy Sądowej. 
Budowa osiedla Mikato została zapowiedziana 15 października 2024 roku. Poprzedziło to otrzymanie przez inwestora, spółkę Archicom, pozwolenia na jego budowę. Projekt budynku opracowano w latach 2023–2024 w bytomskiej pracowni Medusa Group i pierwotnie zakładał on postawienie biurowca, ale plany te zostały zmienione. 
Prace budowlane rozpoczęły się w listopadzie 2024 roku i w całości przewidziano wówczas budowę budynku w jednym etapie. Do tego czasu zakontraktowano ponad 30 mieszkań w budynku. W maju 2025 roku rozpoczęto realizację kompleksu Mikato do stanu surowego, obejmujące m.in. roboty ziemne, żelbetowe oraz murowe. Ich generalnym wykonawcą została spółka PORR.
Zakończenie prac budowlanych planowane jest na trzeci kwartał 2026 roku.

## Architektura
Mikato to budynek mieszkalny składający się z trzech kaskadowych segmentów – tarasowców o prostej formie, połączonych wspólnym otwartym parterem. Każdy z nich ma mieć kolejno 12, 15 i 18 kondygnacji nadziemnych, z czego najwyższy, położony od strony ulicy Sokolskiej, ma mieć wysokość 59 metrów – pozostałe będą wysokie na 40 i 50 metrów. Powierzchnia całkowita obiektu według projektu ma wynosić 34 319,5 m², a powierzchnia użytkowa 14 838 m², a kubatura ponad 110 tys. m³.
Mikato został zaprojektowany przez Przemo Łukasika i Łukasza Zagałę z bytomskiej pracowni Medusa Group. Nawiązuje do modernistycznej zabudowy Katowic poprzez wykorzystanie materiałów i wykończenia charakterystycznego dla tego stylu. Przewidziano również tzw. „igreki”, obecne w katowickiej Superjednostce. Ponadto projekt sięga także do rozwiązań innych modernistycznych obiektów, w tym do marsylskiego Unité d’habitation Le Corbusiera.
Zaprojektowano łącznie 341 mieszkań z balkonami i loggiami o zróżnicowanych powierzchniach, w większości jedno- i dwupokojowe. Mają był wyposażone w rozwiązania technologiczne smart home, takie jak m.in.: zdalne otwieranie drzwi i bram garażowych, zarządzanie oświetleniem i temperaturą czy czujniki bezpieczeństwa.
W przestrzeni wspólnej zaprojektowano miejsca z placówkami usługowymi, obiektami rekreacji i strefami zieleni. Przewidziano łącznie sześć lokali usługowych na powierzchni niemal 750 m², zlokalizowanych na parterze. Także na parterze zaprojektowano wspólne przestrzenie z klubem mieszkańca oraz wewnętrznym zielonym patio, która mają pełnić funkcje integracyjne. Od strony Rawy zaplanowano zieleń niską, krzewy oraz elementy małej architektury.
Zaprojektowano dwupoziomowy garaż podziemny z około 150 miejscami postojowymi oraz zaplecze dla rowerzystów z miejscami na ponad 300 rowerów, stojakami i wieszakami w parterze budynku.
Inwestorem Mikato jest spółka Archicom, dla której była to pierwsza inwestycja na terenie Katowic. Spółka ta należy do grupy Echo Investment.